# Шкандилівка
Шкандилівка (Вотивка) - річка у Зміївській міській громаді Чугуївського району Харківської області, ліва притока Можу.
Бере початок на півдні від села Водяне. Тече переважно на південь через село Левківка і впадає у Мож на південному сході від села Чемужівка. Приблизна довжина - 11 кілометрів.

## Притоки
- Яр Зміївський - права притока Шкандилівки, бере початок у селі Борова, тече переважно на південний схід через село Звідки і впадає у Шкандилівку вище села Левківка.[1]
  - Яр Довгий - права притока яру Зміївського, впадає південніше села Звідки[2]
  - Яр Середній - ліва притока яру Зміївського[3]
  - Яр Трійчатий - права притока яру Зміївського[1]
  - Урочище Срібне - ліва притока яру Зміївського[4]
  - Яр Малий Умана - права притока яру Зміївського[5]
- Яр Студенок - ліва притока Шкандилівки, впадає у селі Левківка.[6]